# Maltok
Maltok är en sjö i Jokkmokks kommun i Lappland och ingår i Piteälvens huvudavrinningsområde. Sjön har en area på 0,355 kvadratkilometer och ligger 495 meter över havet. Maltok ligger i Udtja Natura 2000-område. Sjön avvattnas av vattendraget Udtjabäcken (Paktajåkkå).

## Delavrinningsområde
Maltok ingår i det delavrinningsområde (736155-163353) som SMHI kallar för Ovan Harrokjåkkå. Medelhöjden är 504 meter över havet och ytan är 36,7 kvadratkilometer. Räknas de 14 avrinningsområdena uppströms in blir den ackumulerade arean 210,87 kvadratkilometer. Udtjabäcken (Paktajåkkå) som avvattnar avrinningsområdet har biflödesordning 2, vilket innebär att vattnet flödar genom totalt 2 vattendrag innan det når havet efter 197 kilometer. Avrinningsområdet består mestadels av skog (64 procent) och sankmarker (32 procent). Avrinningsområdet har 1,51 kvadratkilometer vattenytor vilket ger det en sjöprocent på 4,1 procent.